# 西比路獼猴
西比路彌猴，又叫西比路猴、斯普魯島彌猴或西伯路特彌猴，為分布於印尼蘇門答臘島西部的明打威群島之西比路島特有物種。是中型彌猴，體型大約47~48公分，9.1公斤重。全身大致為黑色，眼睛為琥珀色或橘色。雜食性，以樹棲為主。